# Ди Энджело
Майкл Юджин Арчер (англ. Michael Eugene Archer; 11 февраля 1974, Ричмонд, штат Виргиния, США), более известный как D’Angelo (рус. Ди Э́нджело) — американский R&B и нео-соул исполнитель, автор, мультиинструменталист и продюсер. Известен своим музыкальным талантом и необычными вокальными данными. Сыграл одну из главных ролей в формировании стиля neo-soul в середине 90-х годов прошлого века.

## Биография

### Ранние годы
D’Angelo родился в Ричмонде, штат Виргиния 11 февраля 1974 года в семье, исповедовавшей Пятидесятничество. Он описывал родителей как очень властных людей. Круг его общения в связи с этим практически ограничивался лишь членами их церкви. Музыкальный талант Арчера раскрылся очень рано. Когда ему было 3 года, его 10-летний брат Лютер застал его за игрой на фортепиано.
«Майку было всего три — и это было не бренчание», говорит Лютер. Это была полноценная песня с мелодией и басами. Вскоре он начал играть в церкви моего отца. У отца был орган Хаммонд, и Майклу приходилось скатываться, чтобы доставать до педалей, но он делал это очень хорошо."

### 1991—1995: Начало карьеры и Brown Sugar
D’Angelo подписал контракт с EMI Records в 1991 году, после того как привлёк их внимание своей демо-записью. Его рукой написан трек «U Will Know», исполненный Black Men United для саундтрека к фильму Jason’s Lyrics. Вскоре с ним подписал контракт Гарри Хэррис и началась запись его дебютного альбома. «Brown Sugar» вышел в июне 1995 года. Хотя сначала альбом продавался не очень активно, в конечном счёте он стал хитом. Во многом благодаря треку «Lady», который вошёл в десятку лучших хитов чарта Billboard Hot 100 и занял 10е место. Альбом стал платиновым. Было продано свыше 2х миллионов копий. Коммерческий успех альбома позволил новому на тот момент движению neo-soul укрепить позиции в музыкальной индустрии наравне с дебютными альбомами Максвелла, Эрики Баду и Лорин Хилл. И так же заслужил хвалебные отзывы критиков.

### 1996—2000: Voodoo
После своего удачного дебюта D’Angelo на 4,5 года отстранился от своей сольной работы и концертов. Он записал несколько кавер-версий для саундтреков: «Girl, You Need a Change of Mind» (Eddie Kendricks, Get on the Bus), «She’s Always in My Hair» (Prince, Scream 2) and «Heaven Must be Like This» (the Ohio Players, Down in the Delta), Belly («Devil’s Pie»), а также дуэт с Лорин Хилл для её альбома The Miseducation of Lauryn Hill «Nothing Even Matters». Альбом Voodoo был наконец-то издан в 2000-м после поглощения EMI Records основным лейблом. Он дебютировал сразу на первых строчках чартов и выиграл сразу две Grammy: одну за лучший R&B альбом, вторую за лучший мужской R&B вокал. Первый сингл «Left & Right» при участии Method Man и Redman был удачным, но второй Untitled (How Does It Feel), посвящённый Принцу, стал настоящим R&B хитом, и сопровождался оригинальным видеоклипом с участием обнаженного до бёдер D’angelo, снятого одним дублем. Видео участвовало в номинации MTV Music Awards и заняло 44-е место в списке 100 лучших видео всех времён по версии VH1. Он так же исполнил композицию «Be Here» с участием Raphael Saadiq для его альбома Instant Vintage.
После выхода альбома D’Angelo приступил к работе над одной из самых легендарных серий живых soul-концертов в истории — Voodoo Tour. В составе группы Soultronics, ударником в которой был Амир «Questlove» Томпсон из группы The Roots, он делал шоу с участием различных танцоров и музыкантов. Это были самые посещаемые выступления года. Тур прошёл по всему миру, в том числе захватив Free Jazz Festival в Бразилии и North Sea Jazz Festival в Европе. Живые выступления он посвятил Prince'у, так что они деликатно перекликались с выступлениями Prince’a конца 80-х в своём величии. Slum Village открывали несколько концертов для D’Angelo и на бэк-вокале можно услышать голоса Anthony Hamilton’a.
В 2002 году журнал Q внёс его имя в список «50 band to see before you die». А в 2003-м Voodoo занял 488е место в списке журнала Rolling Stones 500 величайших альбомов всех времен. Pitchfork Media присвоили 44-е место Voodoo в списке лучших альбомов 2000-х.

### 2001—2009: Второй отпуск
С 2000 года D’Angelo не давал ни одного интервью и не выступал, не выпускал нового материала, за исключением незначительного сотрудничества с другими артистами. Но уже тогда о новом альбоме ходили слухи. Два студийных альбома Арчера были разрекламированы и получили много хвалебных отзывов от критиков. Они по праву считаются одними из прекраснейших и самых исключительных альбомов Ритм’н’Блюза последних 15 лет. Музыкальный критик Robert Christgau даже назвал D’Angelo «Иисусом R&B».
После долгого затишья D’Angelo принял участие в нескольких альбомах, включая таких исполнителей как: J Dilla, Common, Red Hot & Riot и RH Factor. Первый из них был выпущен в 2002 году Организацией Red Hot MCA / Universal Records в виде компиляции альбом, который воздал должное музыке и работе нигерийского музыканта Фела Кути. D’Angelo исполнил ремейк классического трека Фела Кути «Water No Get Enemy» с другими современными R & B исполнителями: Macy Gray, Soultronics, Nile Rodgers, Roy Hargrove и Фела Кути сын Феми Кути. Все доходы от Red Hot & Riot были пожертвованы на благотворительные цели — повышению уровня информированности о СПИДе и борьбе с этим заболеванием. В августе 2006 года началось сотрудничество с Q-Tip и Common. Так же он принял участие в записи трека Imagine для альбома Snoop Dogg’a The Blue Carpet Treatment. C Common’oм была записана композиция So Far To Go в 2007 году. В ноябре 2008 года вышел трек Believe с альбома Q-Tip’a Thе Renaissance.

### 2009 — Наши дни: Новый альбом и тур по Европе
О выходе альбома говорилось с 2009 года D’Angelo упомянул, что альбом будет называться James River и, что сам Prince примет участие в работе над альбомом. Так же в записи альбома примут участие Cee Lo Green, Raphael Saadiq, Roy Hargrove и Mark Ronson. Песня «1000 Deaths» просачивалась в интернет, но была удалена по просьбе звукозаписывающей компании через 4 дня. В 2010 году на сайте Russell’a Elevado было объявлено, что D’Angelo вернулся в Нью-Йорк на три месяца, чтобы закончить свой альбом. В апреле 2011 года Russell написал, что пять месяцев работал с Арчером над его новым альбомом. И заявил, что Questlove после нескольких лет снова принял участие в работе над James River. В 2013 году Questlove сообщил в интервью журналу Billboard, что альбом завершён на 99 % и что альбом не будет называться James River. В августе 2013-го Арчеру пришлось отменить 5 концертов в связи с состоянием здоровья.

### 2014:Black Messiah
21 января 2014 года Расселл Елевадо открыл миру истину о том, что Ди и Пино Палладино работают над тремя треками из предстоящего студийного альбома. В клипах были отрывки из треков «Sugah Daddy» и «The Charade». А также клип с игрой на гитаре и тромбоне.
10 декабря 2010 года на Youtube начали появляться намеки на третий студийный альбом Ди Энджело, который изначально назывался James River.
12 декабря 2014 года был официально анонсирован Black Messiah. Два дня спустя первый сингл с альбома «Sugah Daddy» был доступен для прослушивания через сайт Red Bull Music Academy.
В полночь 15го декабря 2014-го был доступен для скачивания на основных платформах.

## Музыкальный стиль и влияние
В интервью 1995 года D’Angelo говорил о том влиянии, которое Принс оказал на его подход к записи его дебютного альбома: «Я был одним из тех парней, кто читал составы исполнителей (записывавших альбомы), и я понимал, что Принс был настоящим музыкантом. Он сочинял, продюсировал и исполнял, и это было так, как я хотел делать это». Согласно D’Angelo, влияние хип-хопа, представленное на альбоме «идет от движения Native Tongues — Tribe Called Quest, Gangstarr, Main Source». Во время своего визита в Южную Королину, D’Angelo говорил о том, что он «прошел через госпел, блюз, большое количество старого соула, раннего Джеймса Брауна, ранних Sly and the Family Stone, и большое количество Джими Хендрикса». В том же интервью он вспоминает о том, что в тот период на него большое впечатление оказали смерти рэперов Tupac Shakur и The Notorious B.I.G..

## Личная жизнь
В 90-х встречался с Angie Stone (она была его бэк-вокалисткой на первом альбоме) и помог ей с продюсированием её дебютного альбома Black Diamond (1999). В 1998-м у них родился сын, которого тоже назвали Майклом. Всего у музыканта трое детей. После суицида близкого друга Фреда Джордана (MTV), у музыканта в апреле 2001 года начал развиваться алкоголизм. В 2005 году его новая подруга бросила его, его адвокат был весьма в нем разочарован, он расстался со своими менеджерами Домиником Трейнером и Аланом Лидсом, и практически не общался со своей семьёй. После ареста в связи с автомобильной аварией под воздействием наркотических веществ и обвинения в хранении марихуаны он покинул Virgin Records и был помещен в реабилитационную клинику Crossroads Centre в Антигуа.
В последующие годы его личные проблемы ухудшались, приводя к ещё большей алкогольной и наркотической зависимости. Он был неоднократно арестован за хранение марихуаны и кокаина.
6-го марта 2010-го был арестован и осуждён за предложение сотруднице полиции под прикрытием заняться с ним оральным сексом.